# Арнольдо Ігуаран
Арнольдо Альберто Ігуаран Суніга (ісп. Arnoldo Alberto Iguarán Zúñiga; нар. 18 січня 1957) — колумбійський футболіст, який виступав на позиції нападника. Був кращим бомбардиром історія збірної Колумбії.

## Клубна кар'єра
Ігуаран народився в Ріоачі, почав і закінчив свою футбольну кар'єру у клубі «Кукута Депортіво». Він провів 12 років у «Мільйонаріосі» і двічі виграв із клубом чемпіонат Колумбії: у 1987 та 1988 роках. За 13 сезонів із «Мільйонаріосом» він забив 120 голів у 336 матчах. Ігуаран повернувся до «Кукута Депортіво» і пішов із футболу у віці 40 років, що робить його одним із найстаріших гравців в історії колумбійської ліги.

## Кар'єра у збірній
Ігуаран також вважається одним з найкращих гравців в історії збірної Колумбії, він утримував бомбардирський рекорд 25 м'ячів у 68 іграх зіграних з 1979 по 1993 рік до 2015 року, поки його не обійшов Радамель Фалькао. Однією з найбільш доленосних перемог у його кар'єрі став матч на Кубку Америки 1991 року, де його збірна перемогла Бразилію з рахунком 2:0, перший гол забив Антоні де Авіла, а другий — Ігуаран, на 66-й хвилині.

## Спадщина
Після його відходу зі спорту в 1990-х роках його брат Каміло Ігуаран заснував на його честь футбольну академію.

## Титули і досягнення
- Бронзовий призер Кубка Америки: 1987